# Sturnira
Sturnira är ett släkte av fladdermöss som ingår i familjen bladnäsor.
Det vetenskapliga namnet syftar på fartyget Starling (stare) som användes under expeditionen när fladdermussläktet upptäcktes. Fågelfamiljen starar har det latinska namnet Sturnidae.

## Utseende
Arterna når en kroppslängd (huvud och bål) av 51 till 101 mm och svansen ansats är gömd i kroppen. Underarmarna är 34 till 61 mm långa. De flesta arterna väger mellan 15 och 25 g. Sturnira magna blir upp till 45 g tung och Sturnira aratathomasi når ibland en vikt av 67 g. Pälsen har allmänt en brunaktig färg blandat med grå eller rosa och buken är ljusare än ryggen. Det finns även arter som skiftar pälsfärg under årets lopp. Ofta finns tofsar med röda eller gula hår vid axeln som påminner om epåletter. Liksom andra bladnäsor har arterna ett hudveck (blad) vid näsan. Arter av undersläktet Corvira har bara två framtänder i underkäken och de andra fyra.

## Utbredning och habitat
Dessa fladdermöss förekommer i Central- och Sydamerika. Habitatet varierar men är vanligen fuktig.

## Ekologi
Individerna vilar i trädens håligheter eller i byggnader. De äter främst frukter. Parningstiden är beroende på art och utbredning. Några arter har flera parningstider per år. Allmänt föds en unge per kull.

## Taxonomi
Wilson & Reeder (2005) listar 14 arter fördelad på två undersläkten.
- undersläkte Sturnira
  - Sturnira aratathomasi
  - Sturnira bogotensis
  - Sturnira erythromos
  - Sturnira lilium
  - Sturnira ludovici
  - Sturnira luisi
  - Sturnira magna
  - Sturnira mistratensis
  - Sturnira mordax
  - Sturnira oporaphilum
  - Sturnira parvidens
  - Sturnira thomasi
  - Sturnira tildae
- undersläkte Corvira
  - Sturnira bidens
  - Sturnira nana

2005 beskrevs ytterligare en art i släktet, Sturnira sorianoi.